# Golden Shopping Arcade
Golden Shopping Arcade è un cortometraggio del 2023 scritto e diretto dai fratelli Francesco Ricci Lotteringi e Neri Ricci Lotteringi con protagonisti Marco Sincini, Rosa Diletta Rossi, Matteo Branciamore e Nina Torresi. Il cortometraggio distopico è stato presentato in Italia al Milan Shorts Film Festival dove ha vinto il premio come miglior cortometraggio italiano. È il secondo film dei fratelli Ricci dopo Halina vincitore nel 2014 del DC Independent Film Festival.

## Trama
Carlo Nonessu è un uomo timido e solitario che vive con la madre e non riesce a trovare una ragazza. Lavora all'accettazione di un ospedale di proprietà della Farmax, una multinazionale che non ammette pazienti che non posseggono un credito sufficiente per sostenere le cure. Quando Carlo un giorno, impietosito, lascia entrare un anziano senza il credito necessario il capo Erminio Clava (Gianni Lillo) lo riprende e minaccia di licenziarlo. Carlo poi incontra Nina (Nina Torresi) alla macchina del caffè ma non riesce a parlarle perché troppo timido. Più tardi Carlo origlia una conversazione tra due medici che parlano di un misterioso sito di nome Golden Shopping Arcade su cui è possibile comprare ogni genere di prodotto illegale, inclusi cloni. Tornando a casa Carlo viene aggredito da un gruppo di tagliapolsi che vorrebbero impossessarsi della sua eID (identità digitale) tagliandogli il polso: l'intervento di un poliziotto lo salva. Tornato a casa Carlo distrugge la sua cucina e poi decide di comprare un clone sul sito Golden Shopping Arcade. 
Dopo aver attivato il clone-robot Carlo lo comanda con un joystick e gli auricolari e lo utilizza per occuparsi di sua madre prima, e poi per lavorare al suo posto. Grazie al clone Carlo riesce a gestire la sua timidezza e la sua empatia respingendo prima i pazienti dell'ospedale e poi trovando il modo di parlare con Nina che invita al cinema. Tornando a casa il clone viene aggredito dai tagliapolsi ma stavolta, grazie ad una forza incredibile, rombe il braccio di uno e sgozza un altro. 

## Riconoscimenti
- 2023 - Milan Shorts Film Festival
  - Miglior corto italiano
- 2023 - Festival international du film fantastique de Menton
  - Grand-Prix[4]
- 2023 - Pittsburgh Moving Picture Festival
  - Best Sci-Fi Short[5]
- 2023 - Greece International Film Festival
  - Miglior attore
  - Miglior film
  - Miglior regia[6]
- 2023 - Trash Film Festival
  - Best Sci-Fi Short[7].